# The Master Man
The Master Man er en amerikansk stumfilm fra 1919 af Ernest C. Warde.

## Medvirkende
- Frank Keenan som Emanuel Blake
- Kathleen Kirkham som Janice Ritter
- Joseph J. Dowling som George R. Vanter
- Joseph McManus som Mitchell Murray
- Jack Brammall som McCullough Davenport